# 皮卡尤恩 (密西西比州)
皮卡尤恩（英語：Picayune）是位於美國密西西比州珀爾里弗縣的城市。

## 人口
根據2020年美國人口普查的數據，皮卡尤恩的面積為46.91平方千米，當中陸地面積為46.72平方千米，而水域面積為0.19平方千米。當地共有人口11885人，而人口密度為每平方千米253人。